# Rivière Rouge (Manitoba)
Pour les articles homonymes, voir Rivière Rouge.
La rivière Rouge (Red River of the North) est une rivière d'Amérique du Nord qui naît aux États-Unis où elle marque la frontière entre les États du Minnesota et du Dakota du Nord, puis coupe perpendiculairement la frontière entre les États-Unis et le Canada pour se jeter dans le lac Winnipeg, situé dans la province du Manitoba au Canada.

## Étymologie
On la nomme parfois « rivière Rouge du Nord » pour la distinguer de la rivière Rouge du Sud (Red River), affluent du Mississippi.

## Histoire
Le bassin de la rivière Rouge faisait partie de la terre de Rupert, une concession de la Compagnie de la Baie d'Hudson dans le centre nord de l’Amérique du Nord. Elle était une route de commerce très importante pour la compagnie, et elle a contribué à la colonisation de l’Amérique du Nord par les Britanniques. La rivière a été utilisée par des trappeurs de fourrures, incluant les Métis, et par les colons de la Colonie de la rivière Rouge. La rivière donne son nom aux Chemins de la Rivière Rouge, des pistes du dix-neuvième siècle pour des chariots à bœufs qui ont facilité la commerce et les colonies, et qui a poussé le développement de cette région sur les deux côtés de la frontière internationale.
En 1876, la récolte de blé "Red Fife" de l'Ontario est désastreuse et la société de semences R.C. Steel, des frères Steel, quitte Toronto pour aller à Saint-Paul, au Minnesota, puis à Fisher'Land, au Minnesota et ensuite à Winnipeg, par la Rivière Rouge du Manitobaoù elle en plante. Dès le 12 octobre, une première moisson de 857 boisseaux peut être vendue à Winnipeg puis dix jours après être expédiée en Ontario . Les expéditions des années suivantes prendront aussi le chemin de la Rivière Rouge.

## Géographie

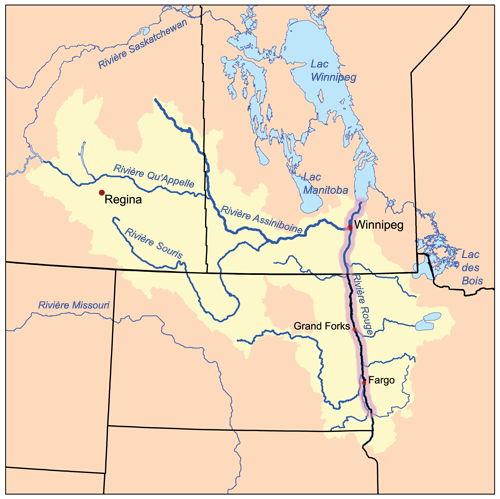
Bassin versant de rivière Rouge.

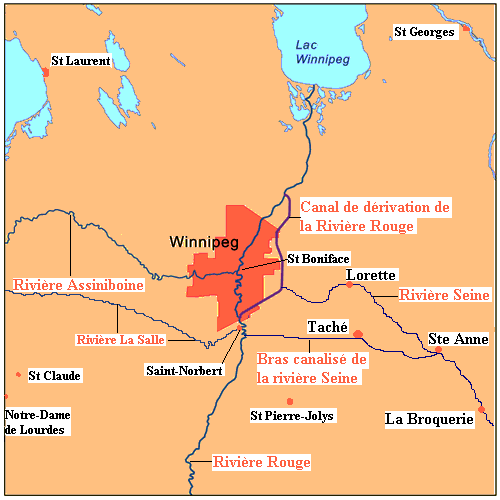
Carte de la rivière Rouge dans la région de Winnipeg.

Née de la confluence de la rivière Bois de Sioux et de la rivière Otter Tail qui descendent du Coteau des Prairies, elle reste constamment orientée au nord. Aux États-Unis, elle arrose les villes de Fargo, Grand Forks, puis pénètre au Canada, dans la province du Manitoba. Elle continue son parcours vers le Nord. Elle reçoit les eaux de la rivière La Salle à la hauteur de la ville de Saint-Norbert juste avant d'atteindre la capitale Winnipeg, construite à la confluence avec la rivière Assiniboine. La rivière Rouge reçoit également les eaux de la rivière Seine, par le biais du Canal de dérivation de la rivière Rouge qui contourne la cité de Winnipeg.
La rivière Rouge est un vestige de l'ancien lac Agassiz.
Cette rivière est célèbre pour ses crues importantes, notamment en 1776, 1826, 1852, 1950, 1997. Si celle de 1997 a été cruellement ressentie à Grand Forks, elle a relativement épargné Winnipeg grâce au canal de dérivation de la rivière Rouge, voie de contrôle de 47 km ouvert en 1968 qui permet aux eaux de contourner la capitale. Le débit de 2 000 m3/s a été dépassé onze fois entre 1948 et 1999, et fut de 6 400 m3/s en 1826.
En mars 2009, une crue sans précédent affecte le Minnesota et le Dakota du Nord.